# Georg Gruber (Chorleiter)
Georg Gruber (* 27. Juli 1904 in Wien; Österreich-Ungarn; † 5. September 1979 in Fort Beaufort, Kapprovinz, Südafrika) war ein österreichischer Musikwissenschaftler, Chorleiter, Komponist und Dirigent.

## Leben

### Österreich
Gruber immatrikulierte sich 1922 an der Universität Wien, um Wirtschaftswissenschaften zu studieren. Trotz Studienerfolgen beschloss er, seine Ausbildung ganz der Musik zu widmen. So wechselte er 1924 an die Wiener Staatsakademie für Musik und Darstellende Kunst, wo er die Fächer Orgel, Klavier, Gregorianischen Gesang, Kirchenmusik und Kirchengesang sowie Dirigieren und Komposition belegte. Zu seinen Lehrern gehörte vor allem Professor Josef Lechthaler. 1926 beendete er diese Studien mit Anerkennung. Aufbauend darauf vertiefte sich Gruber in Studien der Musikgeschichte (bei Guido Adler), der Vergleichenden Musikwissenschaften (Robert Lach und Robert Haas) sowie in Dirigieren (Rudolf Nilius). Ende 1928 promovierte er zum Doktor der Musikwissenschaften (Dr. phil.) mit der Dissertation Das deutsche Lied in der Innsbrucker Hofkapelle des Erzherzogs Ferdinand (1567–1591).
Seine erste Anstellung erlangte Gruber als Direktor der Erwachsenenmusikschule, wobei er außerdem einen Knabenchor und Opernregien führte. Gleichzeitig war er Dozent für Musikgeschichte sowie für Dirigieren von Orchestern und Chören.
Gruber wurde bekannt als Chorleiter bzw. einer der sieben Kapellmeister bei dem 1924 gegründeten Verein der Wiener Sängerknaben, wo er 1930 zum Chefdirigenten ernannt wurde und bis 1932 mehrere Konzertreisen durch Europa organisierte, ehe er mit den Sängerknaben 1932 erstmals nach Nordamerika und 1936/37 nach Südamerika reiste.
1928 wurde Gruber Mitbegründer der katholisch-akademischen Sängerschaft Waltharia Wien, deren Leitung er jedoch bald an seinen Kollegen und Freund Hans Burkhardt abgab.
1937 kündigte er seine Stelle bei den Wiener Sängerknaben nach Differenzen mit dem Rektor der Burgkapelle und Vereinsvorsitzenden Joseph Schnitt. Er gründete den Wiener Mozart-Knabenchor, mit dem er wiederum durch Europa, die USA, Ozeanien und Australien tourte, wobei er Gelegenheiten wahrnahm, sinfonische Orchester zu dirigieren.
Nach dem Beitritt Österreichs zum Deutschen Reich im März 1938 wurde Gruber kommissarischer Leiter der Schule der Wiener Sängerknaben. Daneben dirigierte er im Mai 1938 einmal den Wiener Singverein.

### Australien
Bei Beginn des Zweiten Weltkriegs befand sich Gruber und sein Knabenchor in Australien. Obgleich in friedlicher Absicht eingereist, wurde er durch den Kriegszustand mit dem Deutschen Reich zum „Gast“ der australischen Regierung. Seine Sängerknaben gelangten unter die Schirmherrschaft von Daniel Mannix, Erzbischof von Melbourne, bildeten den Grundstock des neuen St. Patrick’s Cathedral Boys Choir und wurden Gasteltern zugewiesen. Gruber leitete diesen Domknabenchor, während es ihm bis 1941 zusätzlich gestattet war, in einer Lehrerbildungsanstalt das Fach Schulmusik zu unterrichten.
Nachdem Japan die Insel Neuguinea besetzte, wurde Gruber 1942 in das Internierungslager Tatura I (Victoria), etwa 160 km nördlich von Melbourne, gebracht, wo sich andere deutschstämmige Zivilisten, sogenannte Enemy Aliens, aufhalten mussten. Dort wurde er Leiter des Lagerorchesters. Nachdem ein Interniertenaustausch fehlgeschlagen war, wuchs in Gruber der Wunsch in Australien zu bleiben. Er glaubte zudem entdeckt zu haben, dass australische Jungen auffallend klare Stimmen besitzen, welche für einen erfolgreichen Knabenchor bestens geeignet wären.
Nach Kriegsende stellte Gruber den Antrag, in Australien bleiben zu können, um hier einen Knabenchor auf Weltniveau zu gründen, denn allen Jungen des Knabenchors wurde die Einwanderung gestattet. Allerdings wurde Grubers Antrag mehrfach abgelehnt, da er von einer sich durch ihn zurückgesetzt fühlenden Dame als glühender Nationalsozialist bei der Einwanderungsbehörde angeschwärzt worden war, sodass Einwanderungsminister Arthur Calwell das Ansuchen zurückwies. Einsprüche „seiner“ Jungen bei der australischen Regierung misslangen ebenfalls.
Gruber widersetzte sich seiner Repatriierung mehrfach durch Flucht, da er fürchtete, in Österreich durch unfreiwillige Schwerarbeit sein pianistisches Talent zu zerstören. So kam es, dass Gruber einer der letzten drei Insassen des Lagers Tatura war und erst im November 1947 nach Österreich ausgewiesen wurde.
In Österreich wurde Gruber der Entnazifizierung unterzogen und freigesprochen. Er leitete wieder Aufführungen der Sängerschaft Waltharia. 1949 siedelte er nach Salzburg über. Weiterhin war er im Gespräch, die Salzburger Festspiele 1949 zu leiten, was aber seitens des Unterrichtsministeriums aufgrund der Einsprüche des Rektors Schnitt (Sängerknaben) verhindert wurde.
Hier forschte er zunächst über Mozart und arbeitete dann als Koeditor von Bernhard Paumgartner an der Mozart-Jubiläumsedition, jenen Aufnahmen, die 1956 in den Philips-Studios in Baarn (Niederlande) stattfanden. Gruber war ferner Geschäftsführer des Internationalen Musikfestivals Badgastein 1950 sowie Generalsekretär der 26. Weltmusiktage der Internationalen Gesellschaft für Neue Musik (ISCM) 1952 in Salzburg.
Gruber erlangte gewisse Bekanntheit mit seiner Idee, Olympische Spiele für Chorgesang (vgl. Delphische Spiele der Neuzeit) zu fördern.

### Südafrika
1953 wanderte Gruber nach Südafrika aus und wurde Dozent an der Rhodes University in Grahamstown, wo er 1953 den Rhodes University Chamber Choir gründete, jedoch noch zweimal zurück nach Salzburg reiste, um seine Mozartstudien zu beenden.
Anfang 1955 wurde er als Nachfolger von F. H. Hartmann – der einen Ruf an die Witwatersrand-Universität nach Johannesburg erhielt – zum Universitätsprofessor ernannt.
Dank seiner organisatorischen und fachlichen Fähigkeiten baute er ein anfänglich kleines Institut zu einem im ganzen Land anerkannten Zentrum der Musikerziehung auf.
Gruber wurde in Südafrika Wegbereiter im Bereich der Chormusik und leitete den Chor 20 Jahre lang. Dieser Chor trat in Südafrika, in Namibia und Rhodesien auf und begab sich auf Tournee nach Europa (1960, 1962, 1964, 1968), wo er als „singender Botschafter Südafrikas“ außerordentlichen Erfolg hatte.
Gruber war beratendes Mitglied des Performing Arts Board der Kapprovinz sowie Mitglied weiterer Gremien der Musikpädagogik.
Ende 1973 emeritierte Gruber aus der Rhodes University, um sich mehr der Komposition zu widmen. Er wurde eingeladen, an der nahen Universität Fort Hare einen Lehrstuhl für Schwarze aufzubauen, der ab 1974 ein vierjähriges Musikpädagogikstudium (Bachelor of Pedagogics in Music) anbot. So hatte Gruber die einmalige Möglichkeit, sich vertieft mit Afrikanischer Musik auseinanderzusetzen. Er wurde für sein Engagement sehr geschätzt. Wenig später erkrankte Gruber an Alzheimer. 1976 starb er an einem Herzinfarkt.

### Familie
Gruber hatte zwei Kinder. Der Sohn, Georg M. Gruber, lehrte der am Physical Department der Rhodes University als Dozent und starb unerwartet früh. Die Tochter Ingeborg arbeitete einige Jahre als Dozentin am South African College of Music in Kapstadt, unterrichtete dann privat und starb vereinsamt einige Jahre nach dem Tod ihrer Mutter.

## Werk

### Filmmusik
- Mit Musik durchs Leben – Der Edelweißbua – Singende Jugend – Der kleine Straßensänger. (film.at), Österreich/Niederlande, 1936, Erstaufführung: 13. Januar 1950
- Mit Musik durch’s Leben. In: Wenn die Glocken hell erklingen, Österreich, 1959.

### Monographien
- Gruber, Georg (1974): From tonic solfa to staff notation. A manual for African composers, music teachers and choir-masters, Cape Town: NASOU Beperk.

## Würdigung
Gruber erhielt nach dem Zweiten Weltkrieg ein Ehrenzeichen für Verdienste um die Republik Österreich unbekannter Ausprägung. 